# Гайнц Вайксельбраун
Гайнц Вайксельбраун (нім. Heinz Weixelbraun; нар. 19 травня 1963, Шпітталь-ан-дер-Драу, Австрія) — австрійський актор кіно та театру. Відомий насамперед завдяки ролі Крістіана Бьока (нім. Christian Böck) в серіалі «Комісар Рекс» (нім. «Kommissar Rex»).

## Біографія
Гайнц Вайксельбраун народився 19 травня 1963 року в місті Шпітталь-ан-дер-Драу в Каринтії, Австрія. 1983 року, закінчивши драматичну школу, переїжджає в Відень, де живе досі. Там, в 1984 році блискуче захистив диплом професора Фріца Муліара. Дебют на великій сцені молодого актора відбувся 1985 року в постановці «Jakob von Gunten» режисера Вальтера Пфаффа (нім. Walter Pfaff).
1987 року актор вперше знімається у кіно — в фільмі «Місце злочину: вбитий випадково» (нім. «Tatort: Wunschlos tot»). З цього часу Гайнц суміщає роботу актора та кіноактора. Його творчість двічі була оцінена європейськими кінопреміями: номінація «Найкращий актор» за роль Ервіна в фільмі «Ервін і Джульєтта» (нім. «Erwin und Julia») та премія «Найкращий актор» Макса Опхульса за роль Гайнца в «Летючих дітях» (нім. «Die fliegende Kinder»).
1996 року актор проходить кастинг і отримує роль Крістіана Бьока в телесеріалі «Комісар Рекс», завдяки якій він став відомим далеко за межами Австрії. В серіалі працює до 2001 року.
Після закінчення контракту з продюсерами «Комісара Рекса» Гайнц Вайксельбраун повертається в театр, який, за його словами, ближчий йому по духу за кіно. Зокрема, працює з театром [недоступне посилання з липня 2019] (нім. «Virulent»), «Ренесанс» та іншими австрійськими та німецькими театрами. Час від часу виконує епізодичні ролі в фільмах та телесеріалах.

## Список ролей

### Кіно
- 1983 — Rattenfanger — (Herbert)
- 1983 — Verlassene Stadt
- 1987 — Tatort: Wunschlos tot — Місце злочину: Випадково вбитий (Robert Hauser)
- 1987 — Das rauhe Leben — Жорстоке життя (Alfons Petzold)
- 1987 — G'schichten aus Osterreich
- 1987—1996 — Ausser Gefahr — Поза небезпекою
- 1988 (вийшов на екрани лише 1990 року) — Unter Freunden — Серед друзів(Helmut)
- 1989 — Die Skorpionfrau — Жінка-скорпіон (Georg)
- 1990 — Erwin und Julia — Ервін і Джульєтта (Erwin)
- 1991 — Safari — die Reise — Сафарі — подорож (Mike)
- 1991 — Eine Erste Liebe — Перша любов
- 1991 — Die fliegenden Kinder — Літаючі діти (Heinz Mann)
- 1992 — Der Nachbar
- 1994 — Bauernschach — Сільські шахи
- 1994 — 1945 — 1945 (Guido)
- 1994 — Schwarze Tage — Чорні дні (Tannenzweig)
- 1995 — Tatort: Bomben fur Ehrlicher — Місце злочину: Бомба для Ерліхтера (Siggi Mueller)
- 1995 — Tatort: Die Freundin — Місце злочину: Подруга (Ernst)
- 1995 — Hoch zeit — * 1997—2001 — Kommissar Rex — Комісар Рекс (Christian Böck)
- 2002 — Medicopter 117 — Альпійський патруль (Hans Bernburger)
- 2003 — Paula — Паула
- 2004 — Open Air
- 2006 — Nahaufnahme
- 2009 — Das bin ich wirklich;böse, besoffen, aber gescheit
- 2011 — Schnell ermittelt — Roswitha Thaler (Amtsrat Herbert Wasik)

### Театр
- 1985 — Jakob von Gunten
- 1985 — Die Reisen vom Berge
- 1985 — Kleist-Projekt
- 1985 — Romeo und Julia
- 1985—1991 — Emilia Galotti
- 1985—1991 — Trauer zu Fruh
- 1985—1991 — Marat
- 1992 — Sauschlachten
- 1992 — Lumpazivagabundus
- 1992—1995 — Boses Blut (режисер)
- 1992—1995 — Change
- 1992—1995 — Oskar Wilde und Andre Gide in Blieda
- 1992—1995 — Die Europaer.
- 1999 — Pogrom — Der Wirtschaftsthriller
- 2001 — Gestochen Scharfe Polaroids
- 2001 — Komodie vom deutschen Heimweh
- 2002 — Hughie
- 2003 — Himalaya
- 2004 — Der Familiengerschift
- 2005—2006 — Der Alpenkönig und der Menschenfeind
- 2006 — Der tollste Tag
- 2007 — In der Einsamkeit der Baumwollfelder
- 2007 — Haut und Himmel
- 2008—2009 — Sein oder Nichtsein
- 2009 — Franz Fuchs der Patriot
- 2009 — Krieg und Frieden
- 2009 — Der Talismann
- 2010 — Wilhelm Tell
- 2010 — Woyzeck